# Скреч
Скреч е DJ или Диджей техника, която произвежда различни звуци, следствие на движението напред и назад на винилова плоча по една въртяща се посока от грамофона. Обикновено звукът в съчетан с насичането му и оформяне от DJ миксер. Скреча най-често се свързва с Хип-Хоп музиката, от средата на 1970 г., но той е бил използван и в някои стилове на Поп и Ню метъл. В рамките на диджей културата, скречовете са най-висшите умения на DJ, тъй като в конкурсите на DMC (Disco Mix Clib World DJ Championship или IDA (International DJ Association) бивш ITF (International Диджей Federation), се използат като форма на музициране и създаване музикални форми. Именно DMC World DJ Championship е шампионатът които излъчва Световния DJ шампион.
- Audio (US)